# Väla (köpcentrum)
Väla är ett stort köpcentrum, omsättningsmässigt det fjärde största i Sverige. Det är beläget i utkanten av Ödåkra, cirka 7 till 8 km nordost om Helsingborgs centrum, vid norra motorvägsinfarten nära korsningen mellan E4 och E6/E20. Väla öppnade den 13 mars 1974 och var vid den tidpunkten Nordens största sammanbundna köpcentrum. De största butikerna vid öppnandet var Obs! och Wessels. Efter att Ikea etablerat sig i anknytning till köpcentrat 1988, växte hela området successivt. Under 1990-talet expanderade området västerut i och med att storbutiker byggdes invid Väla Norra industriområde, för att sedan växa ännu mer nu åt nordost (Väla volym) med stormarknads-, teknik- och leksakskedjor. År 1997 renoverades själva köpcentrumet och växte till att innefatta 85 butiker. År 2001 invigdes 10 000 m² ny butiksareal och antalet butiker växte till 106 på en yta av 47 000 m²; ankarbutikerna B&W samt Obs! togs i samband med detta bort för att ge plats åt mindre butiker.
I det omkringliggande området finns drygt 20 storbutiker eller mellanstora butiker, samt flera snabbmatsrestauranger. Hela området har en butiksyta på totalt 88 300 m² och omsätter över 3 miljarder kronor per år. Ägarna av Väla, Skandia Fastigheter, samt Ikea expanderar på området. Ikea byggde ett nytt varuhus och köpcentrumet ska utökas till att innefatta ytterligare 41 000 m². Det nya Ikea-varuhuset öppnade i september 2010. Resterande tillbyggnad var klar i början av 2012. Efter tillbyggnaden kommer köpcentrumet att bestå av över 180 butiker och uppskattningsvis omsätta över 3 miljarder kronor.

## Väla Park
Väla Park är granne med Väla Centrum och öppnades under hösten 2015. Väla Park erbjuder matbutik, gym samt butiker för hemmet.

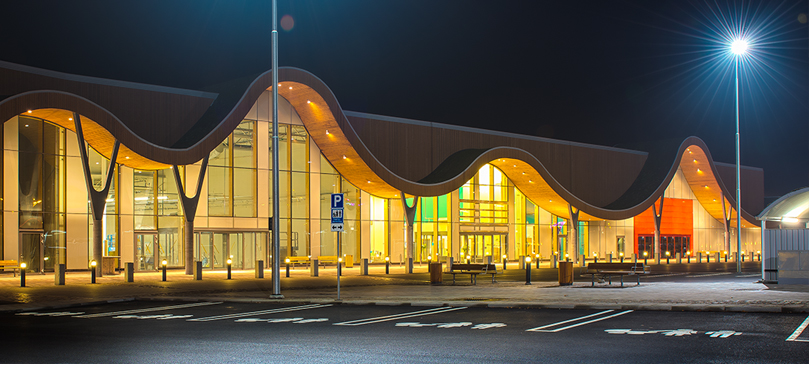
Fasaden på Väla Park.

## Kommunikationer
Till Väla kan man ta sig med Skånetrafikens stads- och regionbussar. Linje 22 har Väla som slutdestination och går från Helsingborg C och tillbaka. Linje 24 går också till Väla fast från Humlegården via Gustavslund, Adolfberg, Filbornaskolan Östra och Vasatorp Trädgård och passerar alltså inte Helsingborgs Centrum.